# Historias íntimas del Paraíso
Historias íntimas del paraíso es una obra de teatro de Jaime Salom, estrenada en 1978. No tuvo muy buena acogida por los críticos pero sí por el público.

## Argumento
Una farsa en la que se plantea la igualdad de derechos entre el hombre y la mujer desarrollada en el paraíso, en donde Adán, encuentra en su compañera "Lili" la cual fue creada del mismo barro de donde lo crearon a él, a una mujer independiente y de opiniones propias. Esta situación no le resulta agradable a Adán por lo tanto, le pide al señor que destierre a Lili y le haga otra compañera, pero sacada de su costilla, surgiendo Eva, totalmente diferente a Lili. Eva es sumisa, sin opiniones propias y completamente dependiente, cosa que tampoco agrada a Adán y es cuando el conflicto entre este triángulo se desata dando al traste con la armonía en el paraíso y con la relación hombre y mujer.

## Estreno
- Teatro Marquina, Madrid, 18 de octubre de 1978.
  - Dirección: Santiago Doria.
  - Escenografía: Cristina Borondo.
  - Vestuario: Ramón de la O.
  - Intérpretes: María Jesús Sirvent, Conchita Goyanes, Antonio Medina y Víctor Valverde.